# Остайм
Оста́йм (фр. Ostheim) — коммуна на северо-востоке Франции в регионе Гранд-Эст (бывший Эльзас — Шампань — Арденны — Лотарингия), департамент Верхний Рейн, округ Кольмар — Рибовилле, кантон Сент-Мари-о-Мин. До марта 2015 года коммуна административно входила в состав упразднённого кантона Рибовилле (округ Рибовилле).
Площадь коммуны — 8,16 км², население — 1540 человек (2006) с тенденцией к росту: 1568 человек (2012), плотность населения — 192,2 чел/км².

## Население
Численность населения коммуны в 2011 году составляла 1578 человек, а в 2012 году — 1568 человек.
| 1962 | 1968 | 1975 | 1982 | 1990 | 1999 | 2006 | 2008 | 2011 | 2012 |
| ---- | ---- | ---- | ---- | ---- | ---- | ---- | ---- | ---- | ---- |
| 1352 | 1329 | 1265 | 1335 | 1335 | 1371 | 1540 | 1596 | 1578 | 1568 |

Динамика населения:

## Экономика
В 2010 году из 1051 человек трудоспособного возраста (от 15 до 64 лет) 812 были экономически активными, 239 — неактивными (показатель активности 77,3 %, в 1999 году — 73,0 %). Из 812 активных трудоспособных жителей работали 760 человек (387 мужчин и 373 женщины), 52 числились безработными (33 мужчины и 19 женщин). Среди 239 трудоспособных неактивных граждан 65 были учениками либо студентами, 126 — пенсионерами, а ещё 48 — были неактивны в силу других причин.
На протяжении 2011 года в коммуне числилось 626 облагаемых налогом домохозяйств, в которых проживало 1560,5 человек. При этом медиана доходов составила 21455 евро на одного налогоплательщика.

## Достопримечательности (фотогалерея)
- Церковь Святого Николая
- Протестантская церковь